# Wilhelm Hammerschmidt (Fotograf)
Anton Wilhelm Hammerschmidt (* 3. März 1822 in Berlin, Königreich Preußen; † 26. August 1887 in Friedrichshagen, heute Berlin-Friedrichshagen) war ein deutscher Fotograf des 19. Jahrhunderts der in Kairo und Berlin tätig war.

## Leben

### Herkunft
Wilhelm Hammerschmidt wurde am 3. März 1822 in der Rosenthaler Straße 9 in Berlin als unehelicher Sohn der Dorothee Marie Hammerschmidt geboren.
Er heiratete am 14. Oktober  1852 in Berlin als Kaufmann zu Cairo Henriette Wilhelmine Albertine, geborene Hampel, aus Berlin.

### Wirken
Ende der 1850er Jahre lebte und arbeitete Hammerschmidt in Berlin unter der Adresse Nr. 1 Neu Schönerberg. Vor 1860 eröffnete er, zusammen mit den Gebrüdern Braun, ein Atelier in der ägyptischen Hauptstadt Kairo. Sein Atelier hatte einen guten Ruf, er wurde von Touristen als Reisebegleiter engagiert und fertigte von diesen sowohl Studioaufnahmen als auch Bilder vor den Pyramiden von Gizeh. Seine Reisen im Lande führten ihn nilaufwärts bis nach Abu Simbel in Oberägypten und weiter nach Nubien in den heutigen Sudan.
Hammerschmidt wurde im Jahre 1860 Mitglied der Deutschen Photographischen Gesellschaft (?). 1861 beteiligte er sich an einer Ausstellung der Société Française de Photographie, deren Mitglied er wurde, mit zehn Ansichten aus Ägypten. 1862 wurden auf der Weltausstellung in London großformatige Abzüge seiner Bilder gezeigt. 1867 stellte er auf der Exposition Universelle in Paris Personenaufnahmen aus Ägypten in einheimischen Kostümen sowie volkskundliche Studien aus. Beim Versuch Pilger auf der Haddsch zu fotografieren war er bedroht und verletzt worden.
Hammerschmidt kehrte 1863 nach Berlin zurück, wo er 1864 in der Potsdamer Straße 51 ein Studio eröffnete, das sich bis 1872 in den Adressbüchern nachweisen lässt. Ab 1873 bis 1880 findet er sich als Rentier unter Anschrift Lützower Ufer 11, ab 1881 als Rentier und Bezirksvorsteher des 42. Stadt Bezirks am Lützow Platz 12 und ab 1882 in der Möckernstraße 131.
Heute sind einige seiner Fotografien in verschiedenen Sammlungen archiviert. Hierzu gehören zum Beispiel die Universität Jena in ihrer Hilprecht-Sammlung vorderasiatischer Altertümer, die Bibliothèque nationale de France (BnF), das Getty-Museum in Kalifornien und das Griffith Institute, Universität Oxford.

## Veröffentlichungen
- ca. 1862: Monuments de l’Égypte ancienne et moderne.
- 1862: Souvenirs d’Égypte.

## Ausstellungen
- 1988: Agfa Foto Historama: An den süßen Ufern Asiens. Ägypten, Palästina, Osmanisches Reich. Reiseziele des 19. Jahrhunderts in frühen Photographien. Römisch-Germanisches Museum, Köln.[6]